# Bertil Ohlin
Bertil Ohlin (Klippan, Kristianstad, Suecia, 23 de abril de 1899 - Estocolmo, 3 de agosto de 1979) fue un economista sueco.
El nombre de Ohlin perdura en uno de los modelos matemáticos estándar del libre comercio internacional, el modelo Heckscher-Ohlin, que desarrolló junto a Eli Heckscher. Recibió conjuntamente el Premio Nobel de Economía en 1977 junto con el economista británico James Meade "por su innovadora contribución a la teoría del comercio internacional y de los flujos internacionales de capital".

## Biografía

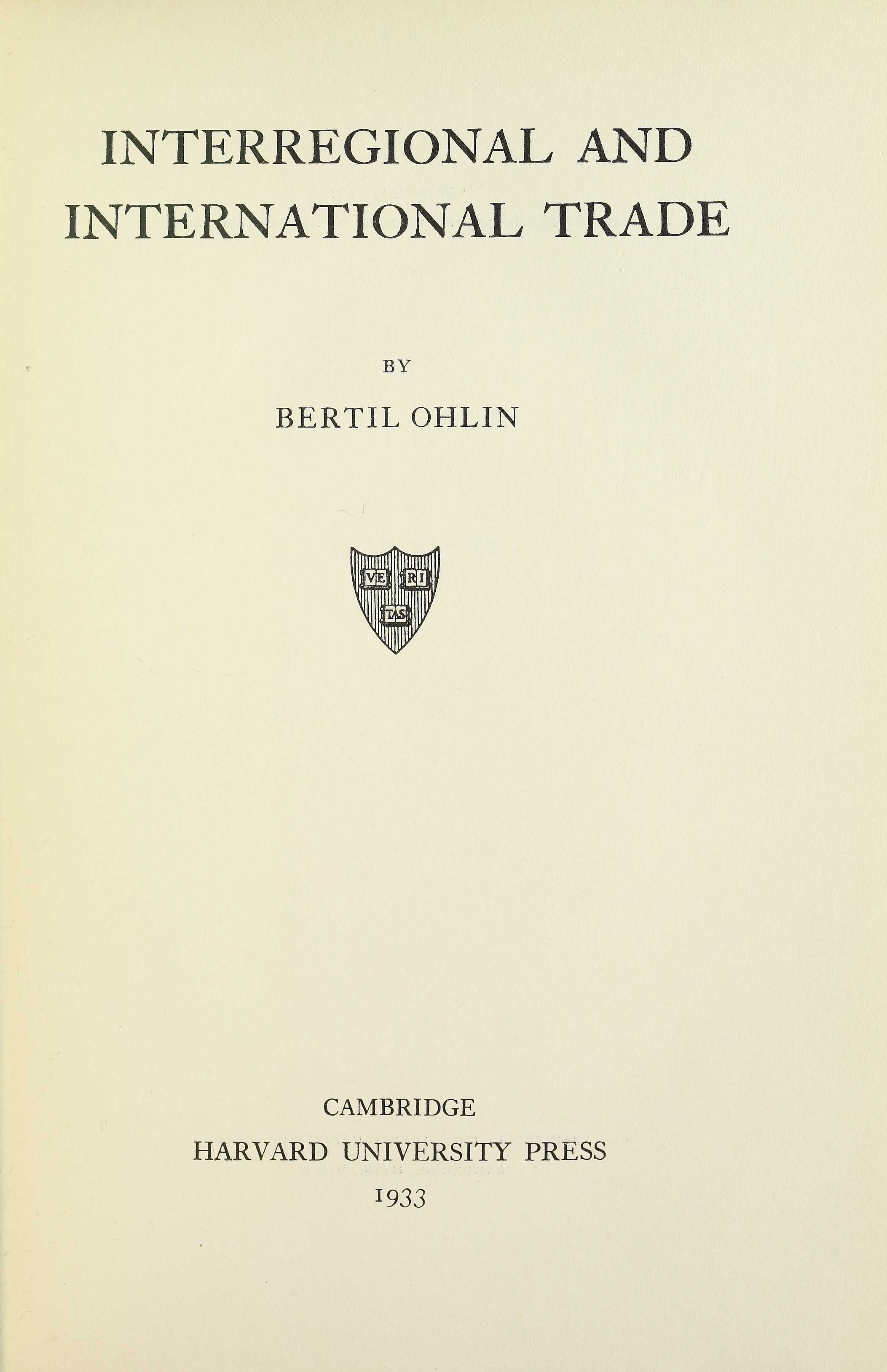
Interregional and international trade, 1933.

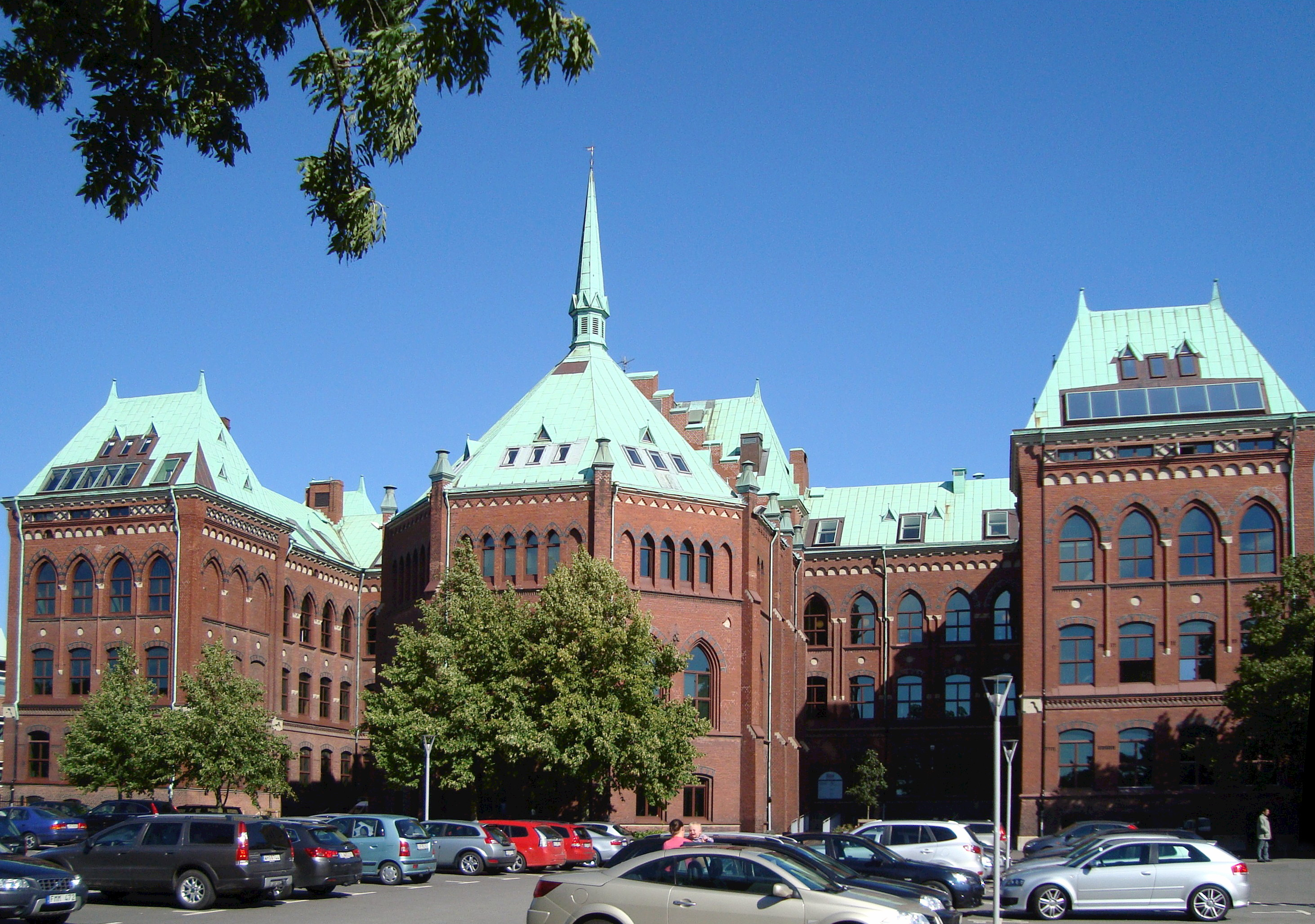
Bertil Ohlin estudió en el Gossläroverket (más tarde Nicolaiskolan de Helsingborg).

Bertil Ohlin se crio en Klippan, Escania con siete hermanos, donde su padre Elis era funcionario y agente judicial. Su madre, Ingeborg, le influyó con sus puntos de vista liberales de izquierda sobre la sociedad, con la asociación nórdica y Karl Staaff como modelo. Se licenció en la Universidad de Lund 1917 y su maestría en la Escuela de economía de Estocolmo en 1919. Obtuvo un máster en la Universidad de Harvard en 1923 y el doctorado en la Universidad de Estocolmo en 1924. Entre 1924 y 1929, Ohlin fue profesor de ciencias políticas en la Universidad de Copenhague, y obtuvo la nacionalidad danesa en 1925. Durante sus años en Copenhague, consolidó su posición en el debate actual, con varios artículos sobre el futuro del liberalismo y los problemas del socialismo.
Cuando Keynes publicó "El fin del Laissez-faire" en 1926, marcó un punto de inflexión para el hasta entonces neoclásico Ohlin, que estaba ideológicamente a la izquierda de los liberales y podía simpatizar con la socialdemocracia. En su discurso de despedida en Copenhague, sorprendió al público señalando la pobreza de grupos que normalmente no se incluían en los destinatarios de la política, a saber, pequeños agricultores, pequeños empresarios, viudas, pensionistas, "la Suecia olvidada". En 1929 debatió con John Maynard Keynes, contradiciendo la opinión de este último sobre las consecuencias de los fuertes pagos de las reparaciones impuestas a Alemania. (Keynes predijo una guerra causada por la carga de la deuda, Ohlin pensaba que Alemania podía afrontar las reparaciones). El debate fue importante en la moderna teoría de unilateralidad de los mercados internacionales de divisas.
Después regresó a Estocolmo, donde fue profesor de economía en la Escuela de Economía de Estocolmo de 1929 a 1965, y volvió a adquirir la nacionalidad sueca en 1931. En 1931 se casó con Evy Kruse (1908-1990), hija de Charles Kruse y Elsa Sandberg, emparentados por vía materna. Juntos tuvieron tres hijos, entre ellos su hija, Anne Wibble, ministra de Finanzas de Suecia entre 1991 y 1994.
Cuando Ohlin regresó a Estocolmo, su contemporáneo, socialdemócrata Gunnar Myrdal, se había puesto "de moda" en los círculos económicos de la Escuela de Economía de Estocolmo. Gunnar Myrdal fue catedrático de Economía en la Universidad de Estocolmo entre 1933 y 1947. Aunque pertenecían a partidos diferentes, se les consideraba una pareja académica y formaban la columna vertebral de la llamada Escuela de Estocolmo. A partir de esta época comenzó también a tener contactos personales con Keynes, con quien se mostraba algo reacio, ya que su admiración se veía a veces ensombrecida por su instinto competitivo. Sin embargo, su apoyo a las teorías de Keynes sobre la política de estabilización le llevó a romper con Heckscher en 1935.
En 1930 Ohlin sucedió a Eli Heckscher, su maestro, como profesor de economía, en la Escuela de Economía de Estocolmo. En 1933 Ohlin publicó una obra que le dio fama mundial, Comercio interregional e internacional. En él, Ohlin construyó una teoría económica del comercio internacional a partir de trabajos anteriores de Heckscher y de su propia tesis doctoral. Ahora se conoce como el modelo Heckscher-Ohlin, uno de los modelos estándar que los economistas utilizan para debatir las teoría del comercio.
El modelo supuso un gran avance porque mostraba cómo la ventaja comparativa podía relacionarse con las características generales del capital y del trabajo de un país, y cómo estas características podían cambiar a lo largo del tiempo. El modelo sirvió de base para trabajos posteriores sobre los efectos de la protección en los salarios real, y ha sido fructífero en la elaboración de predicciones y análisis; el propio Ohlin utilizó el modelo para derivar el Teorema de Heckscher-Ohlin, según el cual las naciones se especializarían en las industrias más capaces de utilizar su combinación de recursos nacionales de forma eficiente.  Hoy en día, la teoría ha sido ampliamente refutada, pero sigue siendo un marco útil para entender el comercio internacional.
A partir de la década de 1930, Ohlin trabajó como experto en varias comisiones para el gobierno sueco y para la Sociedad de Naciones, donde dirigió su comisión sobre la depresión económica mundial tras la Caída de Wall Street de 1929. En 1934, Ohlin fue nombrado presidente de la recién creada Folkpartiets ungdomsförbund, cargo que ocupó hasta 1939. A partir de 1937 se centró cada vez más en su papel político. En 1938 fue elegido miembro de la Primera Cámara, y durante un breve periodo en 1944-1945 fue también ministro de Comercio en el gobierno de coalición. Ohlin fue, en ocasiones, crítico con las concesiones del gobierno de coalición a los nazis, especialmente en lo relativo a la censura de prensa. Participó en varias ocasiones en las reuniones Tisdagsklubben antinazis y anticonstitucionales..
En 1937, Ohlin pasó medio año en la Universidad de California, Berkeley, como profesor visitante.
Fue profesor de la universidad de Copenhague y de la de Estocolmo. También fue dirigente del Partido Liberal y ministro de Comercio del Gobierno sueco en 1944-45. En su libro "Comercio interregional e internacional", reelaboró un teorema de Hescksher, que era una modificación de la teoría de los costes comparativos, en el que afirmaba que cada nación se especializa en la exportación de los bienes en los que está mejor dotada desde el punto de vista de los factores de producción utilizados.
Ohlin ganó notoriedad en parte por sus posiciones en el debate con John Maynard Keynes, sobre las consecuencias de las reparaciones de guerra impuestas a Alemania. Mientras que Keynes creía que Alemania no podía pagarles, Ohlin, por el contrario, pensaba que sí. El debate tuvo importantes repercusiones en la teoría moderna de los pagos internacionales unilaterales.
Posteriormente, Ohlin y otros miembros de la "escuela de Estocolmo" ampliaron el análisis económico de Knut Wicksell para elaborar una teoría de la macroeconomía que anticipaba el keynesianismo.
Fue laureado con el Premio del Banco de Suecia en Ciencias Económicas en memoria de Alfred Nobel en 1977 por su aportaciones teóricas al comercio y las finanzas internacionales. Su nombre se asocia al modelo de comercio internacional conocido como modelo Heckscher-Ohlin.
Ohlin fue líder del partido del liberal Partido Popular Liberal de 1944 a 1967, el principal partido de la oposición a los gobiernos socialdemócratas de la época, y del 44 al 45 fue ministro de comercio en el gobierno de la guerra. Tras la disolución del gobierno de coalición en 1945, continuó como miembro de la segunda cámara, y en 1949 se convirtió en miembro del Consejo de Europa. Su hija Anne Wibble, en representación del mismo partido, fue ministra de Economía de 1991 a 1994.
En 1958, Gustavo VI Adolfo intentó que Ohlin y Jarl Hjalmarson formaran gobierno, ya que el Partido Popular, el Partido de la Derecha y el Partido de Centro tenían mayoría en la segunda cámara, pero el intento fracasó. Ese mismo año se convocaron nuevas elecciones a causa del cuestión de las pensiones profesionales. En las elecciones, el Partido Popular perdió 20 escaños, y los Partido de la Derecha se convirtieron en el mayor partido de la oposición. Esto supuso un gran fracaso para Ohlin.

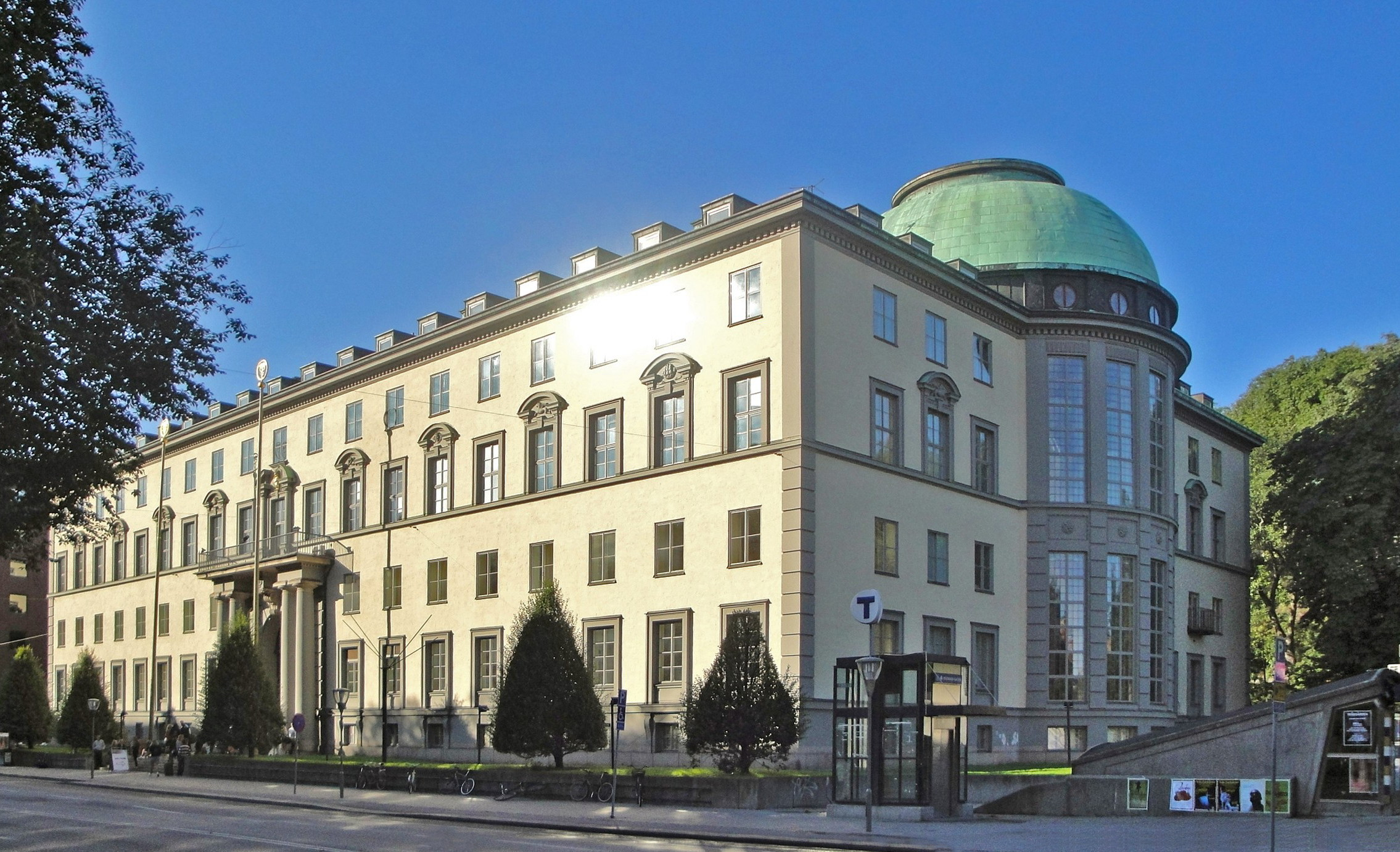
Bertil Ohlin se licenció en economía en la Escuela de Economía de Estocolmo. Fue catedrático de economía en la escuela de 1929 a 1965 y es uno de los profesores más renombrados de la escuela de todos los tiempos.

Fuera de la política, continuó su carrera académica y ocupó varias cátedras como profesor visitante en Estados Unidos, la Universidad de París, la Sorbona, la Universidad de Cambridge y la Universidad de Oxford. Fue más conocido por el público como líder de opinión durante su largo periodo como presidente del partido de la oposición Folkpartiet de 1944 a 1967. Debido a su estrecha colaboración con pesos pesados del partido gubernamental, también se le escuchaba en muchos temas. Con Ohlin, el Partido Popular era el mayor partido burgués, con 58 escaños en 1956.
Entre 1961 y 1966 Ohlin fue presidente de la delegación sueca en el Consejo Nórdico. En 1967 dimitió como líder del partido a la edad de 68 años, pero fue miembro del grupo parlamentario del Movimiento Europeo de 1969 a 1970.
Fue Presidente del Comité para el Premio Sveriges Riksbank de Ciencias Económicas en memoria de Alfred Nobel de 1969 a 1974. En 1977 recibió el Premio Sveriges Riksbank de Ciencias Económicas en memoria de Alfred Nobel por sus contribuciones a la teoría del comercio exterior y al desarrollo de la teoría macroeconómica.
Ohlin está enterrado en Norra begravningsplatsen en Estocolmo.
En 2009, una calle adyacente a la Escuela de Economía de Estocolmo recibió el nombre de Ohlin: "Bertil Ohlins Gata".

## Teorema de Heckscher-Ohlin
El teorema de Heckscher-Ohlin, en que se basa el modelo Heckscher-Ohlin de comercio internacional, dice así: "el comercio entre los países es proporcional a sus cantidades relativas de capital y mano de obra. En los países con abundancia de capital, las tasas salariales tienden a ser altas, por lo tanto, productos que requieren mucha mano de obra, por ejemplo textiles, electrónica simple, etc., son más costosos de producir internamente. Por el contrario, los productos intensivos en capital, por ejemplo automóviles, productos químicos, etc., son menos costosos de producir internamente. Los países con grandes cantidades de capital exportarán productos intensivos en capital e importarán productos con mano de obra intensiva. Los países con altas cantidades de mano de obra harán lo contrario.
Las siguientes condiciones deben cumplirse:
- Los principales factores de producción, a saber, el trabajo y el capital, no están disponibles en la misma proporción en ambos países.
- Los dos bienes producidos requieren más capital o más mano de obra.
- El trabajo y el capital no se mueven entre los dos países.
- No hay costos asociados con el transporte de mercancías entre los dos países.
- Los ciudadanos de los dos países comerciales tienen las mismas necesidades.La teoría no depende de las cantidades totales de capital o trabajo, sino de las cantidades por trabajador. Esto permite a los países pequeños comerciar con grandes países al especializarse en la producción de productos que utilizan los factores que están más disponibles que su socio comercial. La suposición clave es que el capital y el trabajo no están disponibles en las mismas proporciones en los dos países. Eso lleva a la especialización, que a su vez beneficia el bienestar económico del país. Cuanto mayor es la diferencia entre los dos países, mayor es la ganancia de la especialización.

Wassily Leontief hizo un estudio de la teoría que parecía invalidarla. Señaló que Estados Unidos tenía mucho capital; por lo tanto, debía exportar productos intensivos en capital y importar productos de mano de obra intensiva. En cambio, encontró que exportaba productos que utilizaban más mano de obra que los productos que importaba. Este hallazgo se conoce como la paradoja de Leontief.

### Bases usadas para formular el Teorema
Bertil Ohlin formuló el Teorema de Heckscher-Ohlin basándose en varios antecedentes teóricos y empíricos que destacan la relación entre comercio internacional y la dotación de factores:
- Modelo de Ricardo: El Teorema de Heckscher-Ohlin puede ser visto como una extensión y generalización del modelo de ventaja comparativa de David Ricardo. Ricardo mostró cómo el comercio puede beneficiar a todos los países aunque difieran en sus dotaciones de factores, pero no se centró explícitamente en la relación entre dotaciones de factores y patrones de comercio.[9]

- Teorema de Heckscher: Eli Heckscher, junto con Bertil Ohlin, desarrolló el modelo Heckscher-Ohlin en su forma inicial. Heckscher fue pionero al relacionar la dotación relativa de factores (trabajo y capital) con la dirección del comercio internacional.[10]

- Empirismo de Bertil Ohlin: Ohlin basó gran parte de su trabajo en observaciones empíricas sobre los patrones de comercio y la dotación de factores. Estudió cómo los países que tenían abundancia relativa de un factor tendían a exportar bienes que intensivamente utilizan ese factor y a importar bienes que intensivamente utilizan el factor escaso.[11]

- Contribuciones adicionales: Además de estos antecedentes directos, Ohlin también se basó en desarrollos teóricos y empíricos en economía internacional que surgieron en la primera mitad del siglo XX, incluidos trabajos de otros economistas como Viner y Stolper.[12]

En resumen, el Teorema de Heckscher-Ohlin de Bertil Ohlin se basa en una combinación de teoría económica previa, observaciones empíricas sobre patrones de comercio internacional y desarrollos conceptuales que buscaban explicar cómo las diferencias en las dotaciones de factores entre países influyen en qué bienes comercian y cómo se benefician del comercio.